# Paul Hirschring
Paul Hirschring ist ein ehemaliger deutscher Fechtsportler.

## Werdegang
Paul Hirschring stammt aus Hannover. Da er sich von Jugend an für den Fechtsport interessierte, trat er dem damaligen DFC Hannover, der späteren Fechtabteilung des Turnklubb zu Hannover, bei. Er focht dabei sowohl in den Disziplinen Degen als auch Säbel, beides im Einzel, war aber hauptsächlich mit der Mannschaft erfolgreich. Seine Leistungen in diesen beiden Sportdisziplinen führten bald dazu, dass er in der ersten Mannschaft an nationalen Meisterschaften für seinen Verein focht. Bei den Deutschen Fechtmeisterschaften 1930 wurde die Hannoversche Degenmannschaft Zweite und gewann mit ihm die Silbermedaille. Diesen Erfolg wiederholten die Hannoveraner unter seiner Mitwirkung, nun allerdings im Mannschaftssäbelfechten, 1937.
Die Fechtabteilung des Turnklubs Hannover war in der Folgezeit mehrmals Deutscher Meister im Mannschaftsfechten. Als Teil der Mannschaft wurde Hirschring im Jahr 1956 als „Elffacher Deutscher Mannschaftsmeister“ zusammen mit Willy Fascher, Klaus Dieter Güse, Richard Liebscher, Heinrich Raupach, Siegfried Rossner und Helmut Wollermann von Bundespräsident Theodor Heuss mit dem Silbernen Lorbeerblatt ausgezeichnet.